# St. Otmar (Hochmössingen)

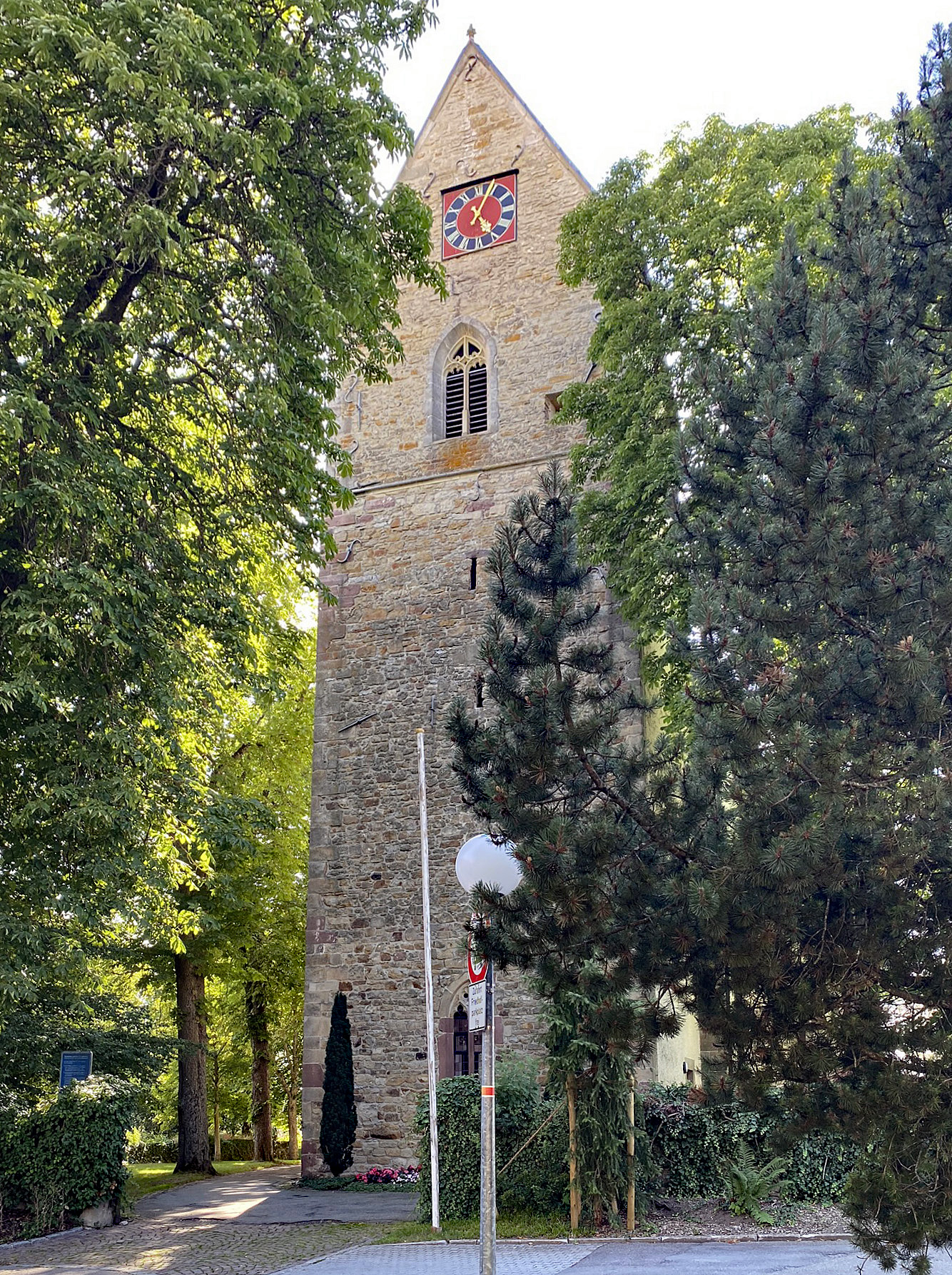
Pfarrkirche St. Otmar – Blick auf den spätgotischen Turm (15. Jh.)

St. Otmar ist eine römisch-katholische Pfarrkirche im Ortsteil Hochmössingen der Stadt Oberndorf am Neckar im Landkreis Rottweil in Baden-Württemberg. Von der ursprünglichen, wohl 1431 erbauten und 1840 abgebrochenen Kirche sind der spätgotische Turm und drei Glocken aus dem 15. Jahrhundert erhalten. Die heutige Kirche wurde in den Jahren 1841/42 erbaut.
Die Gemeinde St. Otmar gehört zur Katholischen Seelsorgeeinheit Raum Oberndorf in der Diözese Rottenburg-Stuttgart.

## Lage
Die Pfarrkirche liegt am westlichen Rand des Ortes am Ende der Kirchstraße. Westlich und südwestlich schließt sich ein Friedhof an.

## Geschichte

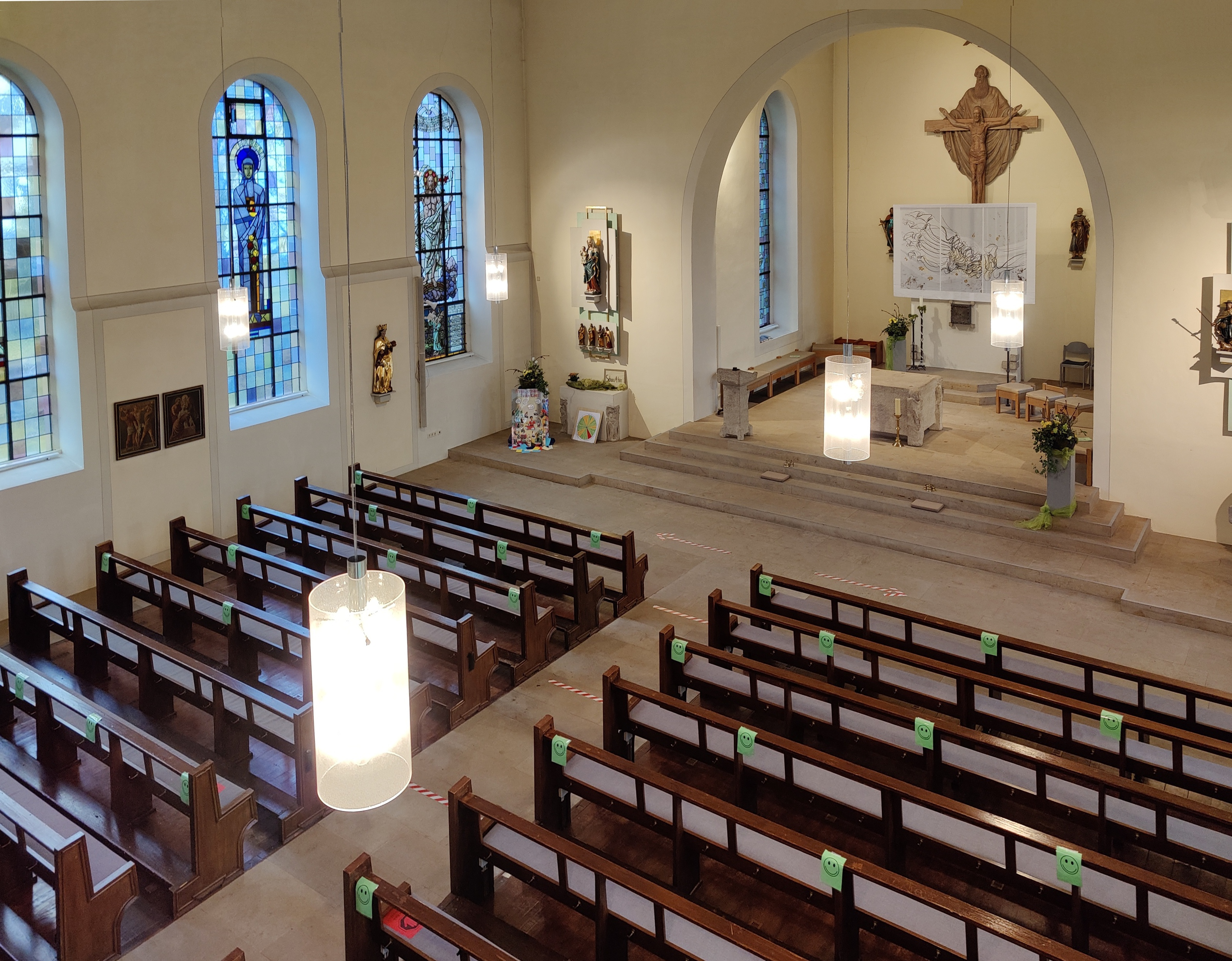
Blick von der Empore

An der Stelle oder zumindest in unmittelbarer Nähe der heutigen Pfarrkirche befand sich im 12. Jahrhundert der Herrenhof des Ortsadels von Hochmössingen. Eine Pfarrei ist 1275 ersterwähnt. Das Patrozinium St. Otmar wird bereits 1386 genannt. Ein weiterer Beleg für eine Verbindung zur Abtei St. Gallen ist bislang nicht bekannt. Von 1303 bis 1352 waren die von Zimmern im Besitz des Kirchensatzes. Sie übergaben ihn dann an das Kloster Wittichen. Die Kirche ist seit 1404 dem Kloster Wittichen inkorporiert.
Eduard Paulus beschreibt eine romanische Vorgängerkirche in Form eines einfachen Rechtecks, das an den Turm stieß. Die Friedhofbefestigung, die 1838 bei der Erweiterung des Friedhofs abgerissen wurde, umgab die romanische Kirche im Viereck mit einer Mauer von 6 Fuß Breite und 20 Fuß Höhe. Sie war von einem mittelalterlichen Wehrgang umgeben gewesen, an deren Seiten eingemauerte Treppen hinaufführten. An drei Ecken standen Rundelle mit Schießscharten. Das Viereck hatte nur einen engen Eingang und war von einem Graben umgeben. Eduard vermutete, zur Zeit der Römer habe an der Stelle des Turms ein Wartturm gestanden. Ein unterirdischer Gang soll von der Kirche, wo eine Burg stand, bis zur „Wette“ geführt haben. Während des Umbaus stieß man auf Jahreszahlen (1431 und 1504), die einen Vorgängerbau belegen. Er soll sich nach der Pfarrbeschreibung des Jahres 1824 an die Nordseite des Turms angeschlossen haben. Das Kirchenschiff war 50 Fuß lang und 30 Fuß breit (15,75 m × 9,45 m). Von der Befestigungsanlage, die früher den Kirchhof umgab, ist auf der Südseite der Kirche ein kurzes Stück erhalten. In der ersten Hälfte des 15. Jahrhunderts wurde der Turm bis zum Gesims fertiggestellt. Am Ende des 15. Jahrhunderts wurde der Turm wohl um die obere Hälfte erweitert und 1504 fertiggestellt. Eduard Paulus erwähnt die schöne Fernsicht an den Schwarzwald und die ganze Alb, außerordentlich schön stellt sich der Hohenzollern dar.
Nach Angaben der heutigen Kirchengemeinde wurde die Pfarrkirche „1431 aus einer alten Burg erbaut, wobei der Turm mit Satteldach erhalten blieb“.
1840 wurde die alte Kirche bis auf den Turm abgebrochen. Nach Plänen des Baumeisters Klein aus Rottweil wurde eine neue Kirche erbaut und wieder unter die Schutzherrschaft des heiligen Otmar gestellt. Renovierungen erfolgten 1946/47 und 1981/82. Das 1946 zugemauerte Westportal wurde 1981/1982 wieder aufgebrochen, jedoch wurde statt eines Eingangs ein Fenster eingefügt. Der Kirchturm wurde 2002 saniert; dabei wurde der alte eiserne Glockenstuhl durch einen neuen aus Eichenholz ersetzt. 2006 wurde das Äußere der Kirche saniert, 2008 der Innenraum saniert und umgestaltet.

## Architektur

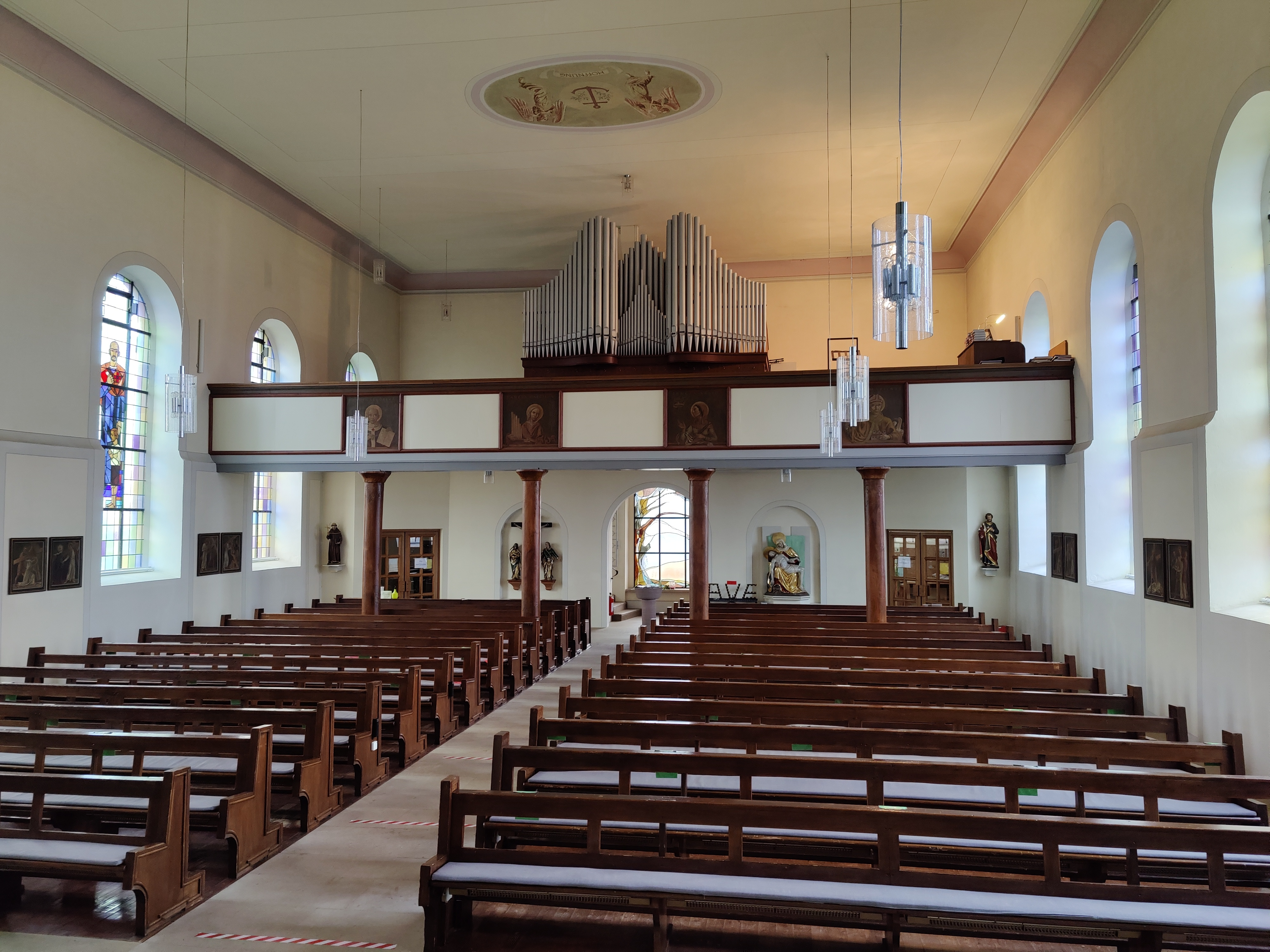
Blick vom Altarraum nach Westen

Die im sogenannten Finanzkammerstil erbaute Kirche ist geostet. Das Kirchenschiff der heutigen Kirche ist im historisierenden Rundbogenstil aus Buntsandstein errichtet. Das Innere ist eine Saalkirche mit flacher Decke. Ein rechteckiger, eingezogener Chor, zu dem drei Stufen hinaufführen, ist durch einen halbrunden Chorbogen vom Kirchenschiff abgesetzt und schließt baulich unmittelbar westlich an den Kirchturm an, dessen Erdgeschoss als Sakristei dient. Das Kirchenschiff hat beidseitig sechs hohe Fenster mit Rundbögen als oberen Abschluss; unter den westlichen Fenstern befinden sich auf beiden Seiten die Eingangsportale, die im Innern zunächst in Seitenkapellen und dann ins Kirchenschiff führen. Der ursprüngliche Eingang in der Mitte der Westfassade ist heute zu einem großen Fenster umgestaltet. Entlang der Rückwand des Kirchenraumes zieht sich die Orgelempore, die an der Vorderseite auf Holzsäulen aufgeständert ist.
Der 28 Meter hohe Turm – mit nördlich eigenem Zugang – ist massiv aus Bruchstein gemauert und trägt ein Satteldach. Der Grundriss ist fast quadratisch. Im oberen Drittel befinden sich über einem Abschnitt, den ein Gesims abschließt, Spitzbogenfenster im gotischen Stil, im östlichen Giebel eine quadratische Uhr mit goldfarbenen Zeigern und Stundenangabe in römischen Ziffern auf rotem Untergrund. In den unteren Stockwerken hat der Turm schmale Fenster zur Beleuchtung der Innentreppe.

## Ausstattung

### Kirche
Um 1460 entstanden zwei Heiligenfiguren mit ihren Attributen: Agnes mit Schwert und Lamm und Elisabeth mit einem Krug für die Dürstenden und, in Anspielung auf die Legende vom Rosenwunder, einem Korb voller Rosenblüten. Die beiden Statuen stehen heute auf kleinen Podesten im vorderen Teil der Seitenwände, links Agnes und rechts Elisabeth.
An der Rückwand unter der Empore befinden sich in Rundbogennischen zwei Skulpturen: auf der südlichen Seite ein frühbarockes Kreuz mit Korpus (um 1650), flankiert von der trauernden Maria und einer Figur des Evangelisten Johannes, auf der nördlichen Seite eine Pietà aus dem 17. Jahrhundert.
Die Kirchenfenster entstanden in der ersten Hälfte des 20. Jahrhunderts: Neben zwei Kriegsfenstern mit Darstellungen des Gekreuzigten und des Auferstandenen zur Erinnerung an die Opfer des Ersten Weltkrieges wiederholt sich die Darstellung der hl. Elisabeth (Paul Hirth, 1935). Außerdem sind an der nördlichen Fenstergalerie die hl. Teresa von Ávila (Hirth) und der hl. Georg dargestellt, außerdem der Kirchenpatron Otmar, Gründerabt von St. Gallen, der als Attribute den Abtsstab und ein Weinfass trägt. Auf der Südseite sind u. a. der hl. Karl Borromäus und der Volksmissionar Philipp Jeningen SJ (Paul Hirth) zu sehen. Die Fenster im Chorraum zeigen das Herz Jesu auf der einen Seite und Maria mit den Symbolen des unbefleckten Herzens und der sieben Schmerzen auf der anderen Seite.
Im Zuge der Renovierung 1946/1947 erhielt die Kirche eine Darstellung der Heiligen Dreifaltigkeit des Rottweiler Bildhauers Otto Kopp: ein von Gott dem Vater gehaltenes Kruzifix aus dem rötlichen Holz von Föhren, darüber der Heilige Geist in Gestalt einer Taube. 1981/1982 wurde dieser Gnadenstuhl mit einer Kalklasur überzogen, um das Bibelwort „Niemand hat Gott je geschaut“ (1 Joh 4,12 ) zu verdeutlichen. Auch der Christuskörper wurde weißlich lasiert, um den neuen Leib des Auferstandenen zu kennzeichnen. Die Skulptur ist heute an der Stirnseite im Altarraum angebracht. An der Decke allegorisieren drei Medaillons von Wolfarth die drei göttlichen Tugenden Glaube, Liebe, Hoffnung. An den Seitenwänden des Schiffs sind Kreuzwegstationen angebracht. Ambo, Altar und Taufstein wurden aus Crailsheimer Muschelkalk von Wendelin Matt, Trossingen, geschaffen.
Ein Gemälde des Rottweiler Malers Johann Achert (1660–1730) im Eigentum der Pfarrgemeinde – von Georg Schillinger 1997 noch beschrieben – hängt derzeit nicht in der Kirche. Das 1,56 × 1,00 m große, oben bogenmäßig abgeschlossene Bild zeigte die Krönung Mariens im Himmel durch die Heilige Dreifaltigkeit. Am unteren Bildrand rechts ist neben einer Landschaft mit Bäumen und weiten Fluren das Mariengrab mit den umstehenden trauernden Aposteln und der hl. Maria Magdalena dargestellt. Das Gemälde stammt vielleicht aus dem Augustinerkloster Oberndorf, wo 1806 zwei Altäre nach Hochmössingen versteigert wurden. Ein zweites Altarbild mit dem Titel „Martyrium und Verherrlichung des heiligen Sigismund“ ist ein barockes Werk von Johann Georg Bergmiller (1688–1762). Er hat auf charakteristisch rotbraunem Grund die Verklärung des getöteten Sigismund dargestellt. Putti tragen Reichsapfel und Schwert des verklärten Heiligen, der Heilige selbst einen Hermelinmantel. Sein Haupt ist nach oben gerichtet. Das Martyrium ist unten am Bildrand dargestellt. Auch dieses 1729 geschaffene barocke Gemälde wird derzeit nicht gezeigt.

## Glocken
Im Turm hängen sechs Glocken. Die drei ältesten stammen aus dem 15. Jahrhundert, die älteste aus dem Jahr 1436. Sie trägt die lateinische Inschrift Ave. Lucas. Marcus. Matheus. Johannes. O. Rex. Glorie Christe Veni cum Pace. 1436 („Seid gegrüßt. Lukas. Markus. Matthäus. Johannes. O König der Ehre, Christus, komm mit Frieden. 1436“). Sie wurde in der Rottweiler Gießhütte Klain gegossen. Die größte, eine Marienglocke, ist auf das Jahr 1497 datiert. Ihr Läuten soll Maria um Beistand bitten: me resonante pia populi memento maria („Wenn ich fromm erklinge, gedenke deines Volkes, Maria.“). Die kleinste der drei ältesten Glocken ist undatiert und wurde wohl Ende des 15. Jahrhunderts in einer Reutlinger Hütte gegossen. Ihre Inschrift lautet: „Maria hilf uns us noeten.“

## Orgel

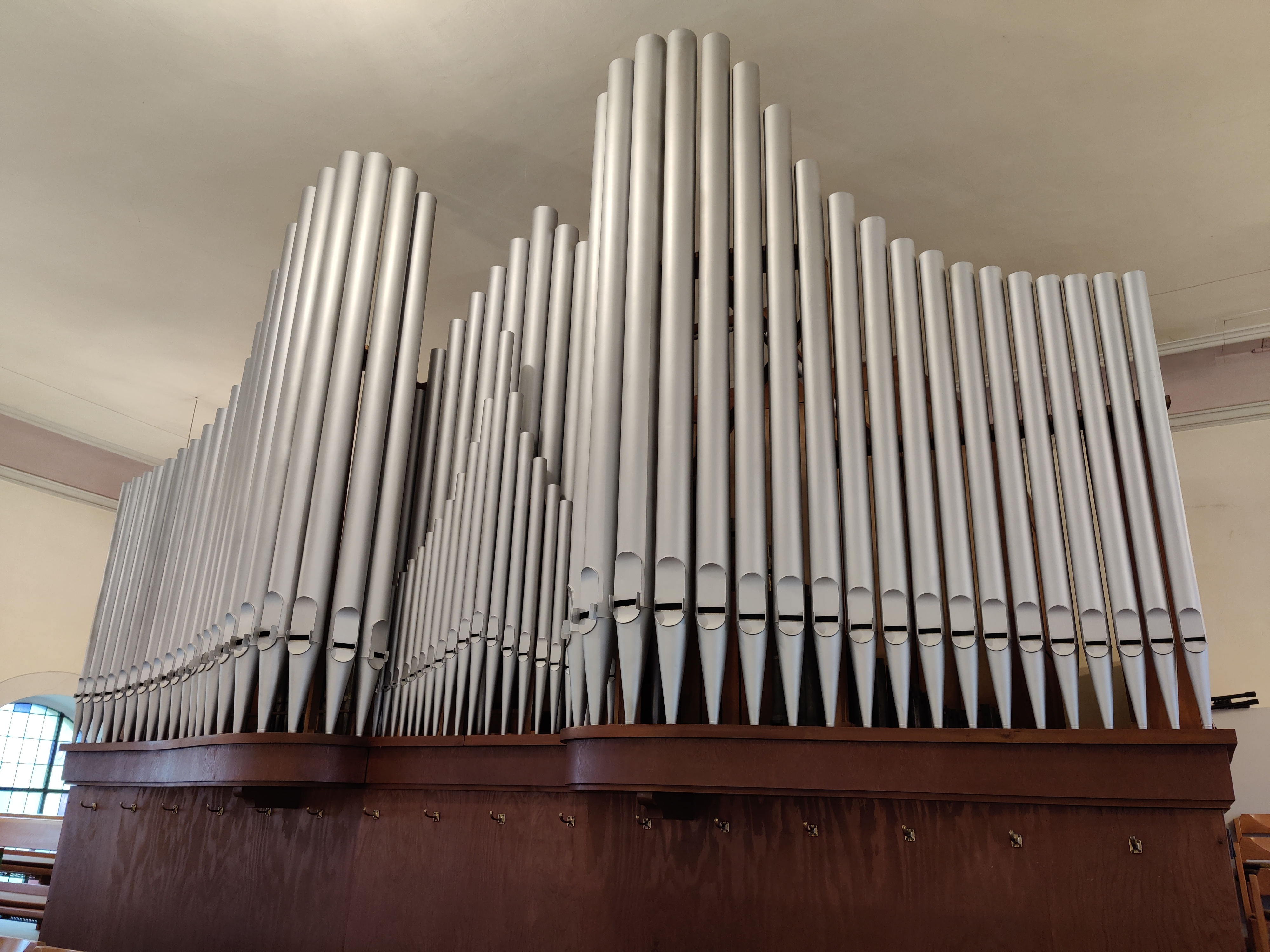
Orgelprospekt

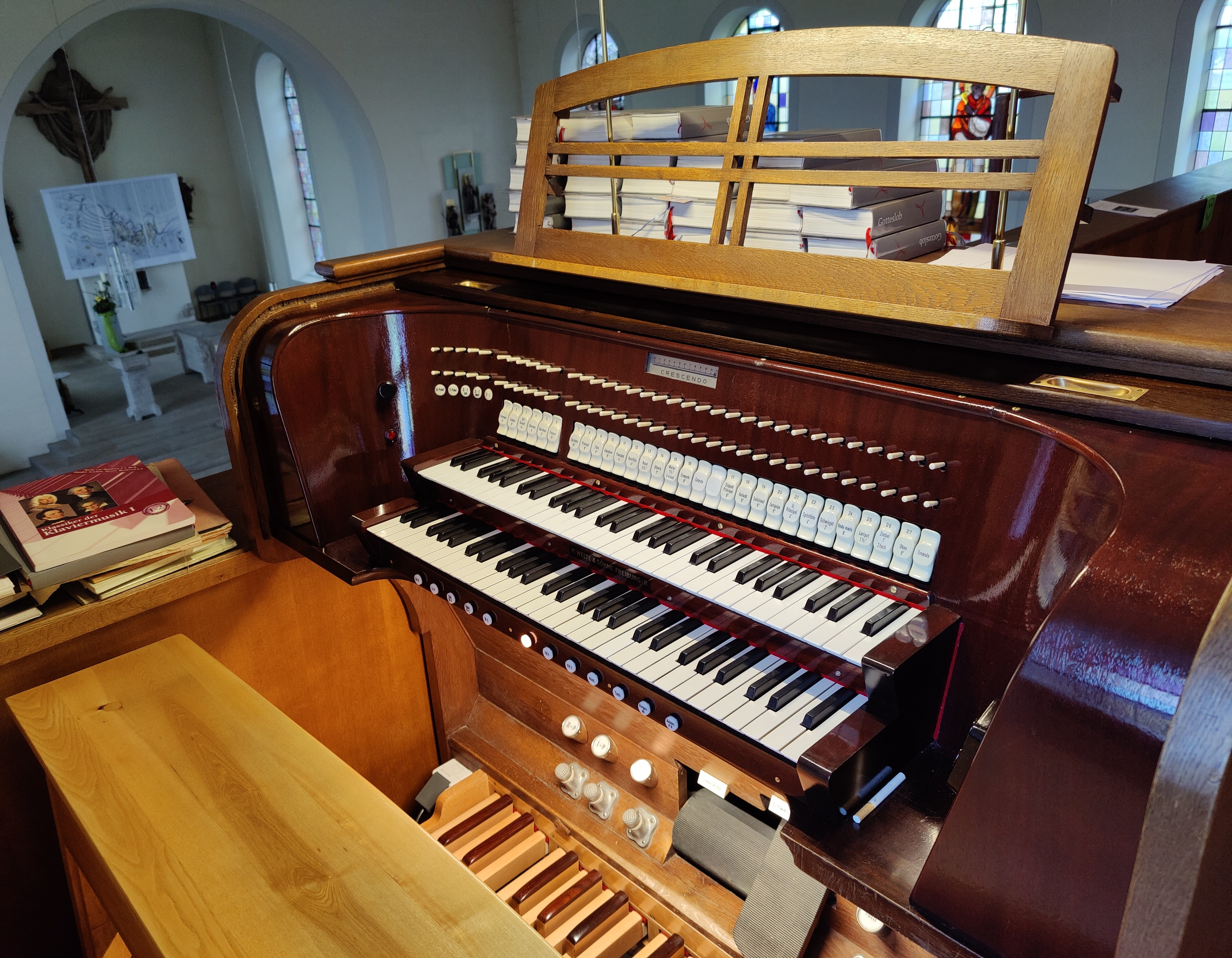
Spieltisch

Die Orgel wurde 1943 von M. Welte & Söhne in Freiburg im Breisgau erbaut und zuletzt ab Mitte 2019 von der Waldkircher Orgelbau Jäger & Brommer (Waldkirch im Breisgau) überholt. Sie hat 27 Register auf zwei Manualen und Pedal.
Disposition
| I Manual      |                  |
| Quintade      | 16′              |
| Principal     | 8′               |
| Flöte         | 8′               |
| Gemshorn      | 8′               |
| Praestant     | 4′               |
| Rohrflöte     | 4′               |
| Nasat         | 2 ⁄3′            |
| Oktavin       | 2′               |
| Mixtur III–IV | 1 ⁄3′            |
| Trompete      | 8′               |
| Celesta       | (nicht spielbar) |

| II Manual         |       |
| Singend Principal | 8′    |
| Gedackt           | 8′    |
| Salicional        | 8′    |
| Zartgeige         | 8′    |
| Unda maris        | 8′    |
| Ital. Principal   | 4′    |
| Spitzflöte        | 4′    |
| Schwiegel         | 2′    |
| Larigot           | 1 ⁄3′ |
| Zimbel III        | 1′    |
| Oboe              | 8′    |
| Tremolo           |       |

| Pedal         |     |
| Subbass       | 16′ |
| Violonbass    | 16′ |
| Oktavbass     | 8′  |
| Still-Gedackt | 8′  |
| Choralbass    | 4′  |
| Posaune       | 16′ |

Eine Celesta, eine Art Glockenspiel-Register, gehörte zur Welte-Orgel, wurde aber bei einer Überarbeitung in den 1960er-Jahren entfernt. Das Werk ist noch vorhanden und eingelagert; es soll demnächst restauriert und wieder spielbar gemacht werden.

## Friedhof
Auf dem die Kirche umgebenden Friedhof ist Ignaz Rohr, Professor für neutestamentliche Exegese in Breslau und in Tübingen beigesetzt. Er wurde in Hochmössingen geboren und starb auch dort.